# Unité urbaine de Landerneau
L'unité urbaine de Landerneau est une agglomération française centrée sur la commune de Landerneau, dans le Finistère, en région Bretagne.

## Données générales
Dans le zonage réalisé par l'Insee en 1999, l'unité urbaine était composée d'une seule commune.
Dans le zonage réalisé en 2010, l'unité urbaine était composée de deux communes, celle de Pencran ayant été ajoutée au périmètre.
Dans le nouveau zonage réalisé en 2020, elle est composée de trois communes, celle de La Roche-Maurice ayant été ajoutée au périmètre.
En 2022, avec 20 421 habitants, elle représente la 7e unité urbaine du département du Finistère et occupe le 19e rang dans la région Bretagne.
En 2020, sa densité de population s'élève à 583 hab/km2. Par sa superficie, elle représente 0,51 % du territoire départemental et, par sa population, elle regroupe 2,17 % de la population du département du Finistère.

## Composition 2020 de l'unité urbaine
Elle est composée des trois communes suivantes :
| Nom                       | Code Insee | Département | Statut       | Superficie (km2) | Population (dernière pop. légale) | Densité (hab./km2) | Modifier                                    |
| ------------------------- | ---------- | ----------- | ------------ | ---------------- | --------------------------------- | ------------------ | ------------------------------------------- |
| Landerneau (ville-centre) | 29103      | Finistère   | ville-centre | 13,19            | 16 327 (2022)                     | 1 238              | modifier les données · modifier les données |
| Pencran                   | 29156      | Finistère   | banlieue     | 8,93             | 2 229 (2022)                      | 250                | modifier les données · modifier les données |
| La Roche-Maurice          | 29237      | Finistère   | banlieue     | 12,04            | 1 865 (2022)                      | 155                | modifier les données · modifier les données |

## Évolution démographique
| 1968   | 1975   | 1982   | 1990   | 1999   | 2008   | 2013   | 2020   |
| ------ | ------ | ------ | ------ | ------ | ------ | ------ | ------ |
| 14 544 | 16 552 | 16 943 | 17 054 | 17 240 | 18 464 | 19 234 | 19 924 |

#### Données générales
- Unité urbaine
- Aire d'attraction d'une ville
- Aire urbaine (France)
- Liste des unités urbaines de France

#### Données démographiques en rapport avec l'unité urbaine de Landerneau
- Aire d'attraction de Brest
- Arrondissement de Brest

#### Données démographiques en rapport avec le Finistère
- Démographie du Finistère